# Apyretina nigra
Apyretina nigra là một loài nhện trong họ Thomisidae.
Loài này thuộc chi Apyretina. Apyretina nigra được Eugène Simon miêu tả năm 1903.